# Budy Małe
Budy Małe (dawn. Małe Budy) – część miasta Przemyśla, położona na lewym brzegu Sanu, w rejonie ulicy Żwirki i Wigury, na północ od centrum miasta.
Dawny grunt poforteczny. Małe Budy włączono do Przemyśla 14 marca 1928 na cele rozbudowy miasta domami mieszkalnymi.